# Roderick Alleyn

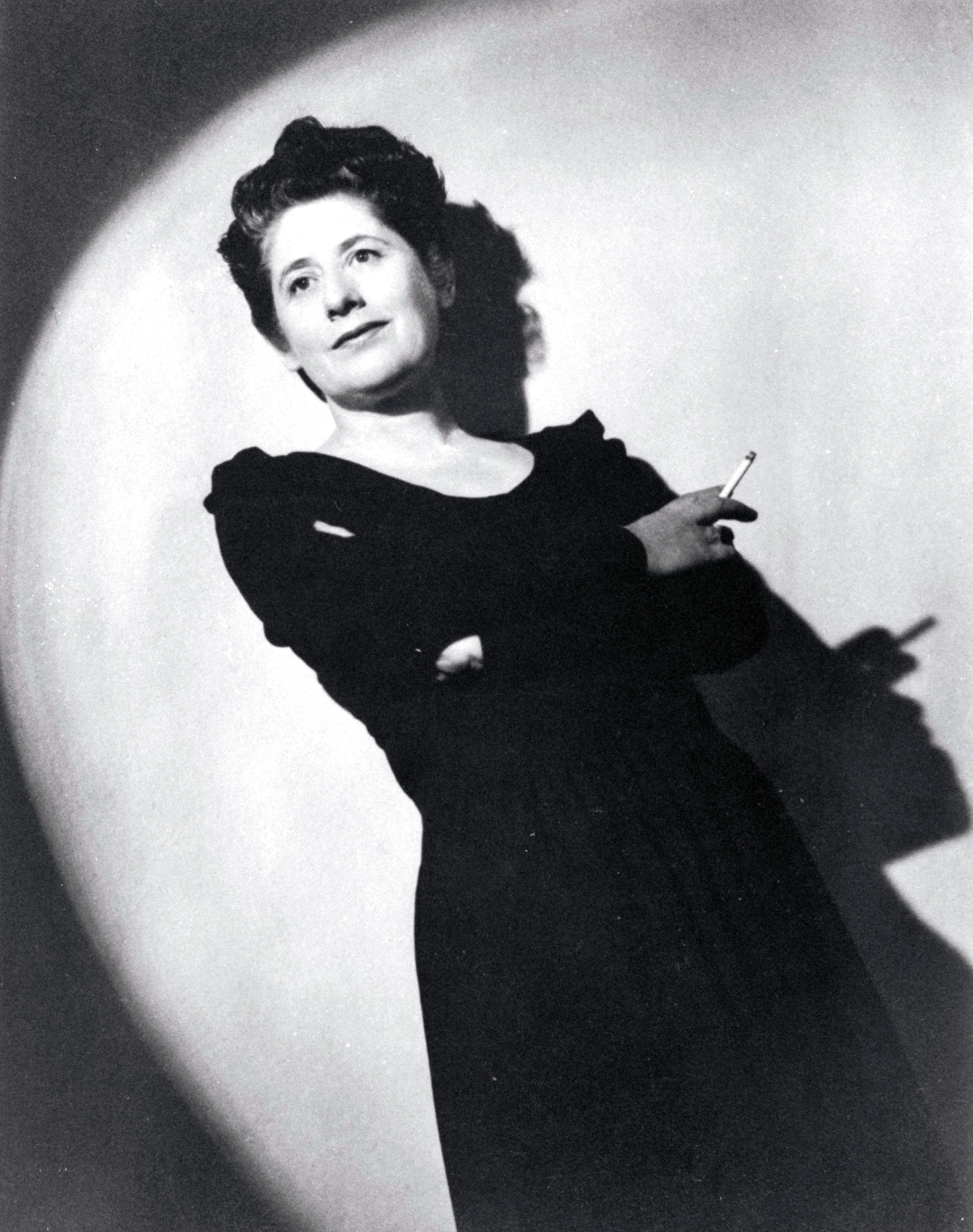
Autorin Ngaio Marsh in den 1940er Jahren. Roderick Allein ist Protagonist in 32 ihrer Romane

Roderick Alleyn ist der Protagonist von 32 Kriminalromanen der neuseeländischen Schriftstellerin Ngaio Marsh. Der erste Kriminalroman, in dem er einen Fall löst, wurde im Jahr 1934 veröffentlicht. Sowohl Marsh als auch ihr Protagonist Alleyn zählen unbestreitbar zum sogenannten „Golden Age of Detective Fiction“, einer von vorwiegend britischen Autoren dominierten Form von Kriminalromanen, die einem typischen Handlungsmuster folgen. Romane, die zu dieser Phase hinzugerechnet werden, erschienen vorwiegend in den Jahren von 1920 bis etwa 1940. Abweichend davon erschien Marshs letzter Roman mit Roderick Alleyn als Protagonist erst im Jahre 1984.
Roderick Alleyn ist ein für diese Form von Kriminalromanen charakteristischer „Gentleman detective“, der überwiegend in Großbritannien ermittelt. Einige wenige Romane der Serie haben ihren Handlungsort in britischen Überseekolonien. Zu demselben Typus wie Roderick Alleyn werden unter anderem auch Lord Peter Wimsey, Miss Marple und Hercule Poirot gezählt. Anders als diese ist Alleyn jedoch kein Amateur, sondern gehört trotz seiner Abstammung aus der Gentry dem Metropolitan Police Service an. Sein älterer Bruder ist ein Baronet.

## Charakteristiken
Verschiedene Hinweise in den Kriminalromanen Marshs lassen auf Familienhintergrund, Bildungsweg und berufliche Entwicklung von Roderick Alleyn schließen. So wurde Alleyn zwischen 1892 und 1894 geboren, schloss sein Studium an der University of Oxford etwa um 1915 ab. Im Ersten Weltkrieg war er drei Jahre lang Soldat. Zwischen 1919 und 1920 arbeitete er ein Jahr im diplomatischen Dienst Großbritanniens. 1920 oder 1921 bewarb er sich erfolgreich beim Metropolitan Police Service. Die 32 Romane Marshs verfolgen seine Karriere in chronologischer Reihenfolge. Im ersten Roman „Das Todesspiel“ (A Man lay dead, 1934) ist er Chief Inspector. Im Verlauf der Romane heiratet Alleyn, wird Vater eines Sohnes und wird letztendlich zum Chief Superintendent befördert.

## Der „Gentleman detective“ als Kunstgriff der Kriminalliteratur
Von den ersten Kriminalromanen in der zweiten Hälfte des 19. Jahrhunderts bis weit in das 20. Jahrhundert hinein sahen sich Autoren damit konfrontiert, dass Mitglieder der Polizei eher der Unterschicht beziehungsweise der unteren Mittelschicht angehörten. Weder in den Vereinigten Staaten oder in Großbritannien war es realistisch vorstellbar, dass diese Herkunft sich nicht auch bei der Ermittlungsarbeit zeigen würde, würde sich der Mordfall in der Oberschicht ereignen. In den Vereinigten Staaten markierte die soziale Grenze dabei der materielle Wohlstand, in Großbritannien die Zugehörigkeit zur Adelsschicht. Gleichzeitig trafen jedoch insbesondere Kriminalromane mit einer Handlung unter den Angehörigen der oberen Schichten auf ein besonderes Leseinteresse. Die US-amerikanische Autorin Anna Katharine Green führte mit ihrem Kriminalroman That Affair Next Door (erschienen 1897) erstmals eine Lösung dieses Problems ein, der in unterschiedlichsten Abwandlungen von späteren Kriminalautoren aufgegriffen wurde. Green stellte dem ermittelnden Polizeiinspektor eine weitere Figur an die Seite, die der oberen Schicht angehört. Ngaio Marsh fand mit ihrem Protagonisten Roderick Alleyn eine davon abweichende Lösung: Ihre der Gentry angehörende Figur schließt sich der Polizei nicht aus Gründen des Broterwerbs an, sondern aus Interesse an detektivischer Arbeit. Diese Grundprämisse der Figur wird bereits im ersten Roman Das Todesspiel festgelegt, indem einer der Mordverdächtigen den ermittelnden Inspektor mit den Worten kommentiert:

„…he’s a bit unorthodox. He must be a gent with private means who sleuths for sleuthing’s sake.“

„…er ist etwas unorthodox. Er scheint ein vermögender Gentleman zu sein, der um des Ermitteln willen ermittelt.“

Handlungsort des Romans Das Todesspiel ist ein weitläufiges Landhaus, indem sich verschiedene Mitglieder der Oberschicht und oberen Mittelschicht eingefunden haben, um dort ein Wochenende gemeinsam zu verbringen. Eine weitere Mordverdächtige hält an anderer Stelle fest, dass Alleyn nicht mit anderen Polizeigestalten vergleichbar sei, sondern einer Schicht angehöre, aus denen sich die Gäste einer solchen Wochenend-Party zusammensetze.

## Kriminalromane mit Roderick Alleyn als Protagonist
- Das Todesspiel („A Man Lay Dead“). 3. Aufl. Goldmann, München 1986, ISBN 3-442-04990-3.
- Ein Schuss im Theater („Enter a Murderer“). Goldmann, München 1992, ISBN 3-442-11589-2.
- Mord in der Klinik. Kriminalroman („The Nursing-Home Murder“). Goldmann, München 1993, ISBN 3-442-05040-8 und ISBN 3-442-05040-5.
- Tod in der Ekstase. Kriminalroman („Death in Ecstasy“). Goldmann, München 1987, ISBN 3-442-05016-2.
- Der Champagner-Mord. Kriminalroman („Vintage Murder“). 3. Aufl. Goldmann, München 1986, ISBN 3-442-04917-2.
- Mord im Atelier. Kriminalroman („Artists in Crime“). 5. Aufl. Goldmann, München 1991, ISBN 3-442-05000-6.
- Der Tod im Frack. Kriminalroman („Death in a White Tie“). 3. Aufl. Goldmann, München 1986, ISBN 3-442-04908-3.
- Ouvertüre zum Tod. Kriminalroman („Overture to Death“). Goldmann, München 1992, ISBN 3-442-11589-2.
- Tod im Pub. Kriminalroman („Death at the Bar“). 2. Aufl. Goldmann, München 1982, ISBN 3-442-04904-0.
- Tod im Lift. Kriminalroman („Surfeit of Lampreys“). Goldmann, München 1985, ISBN 3-442-04980-6 (früherer Titel Familie Lamprey).
- Der Tod und der tanzende Diener. Kriminalroman („Death and the Dancing Footman“). Goldmann, München 1985, ISBN 3-442-04974-1.
- Bei Gefahr Rot. Kriminalroman („Colour Scheme“). Goldmann, München 1985, ISBN 3-442-04968-7.
- Died in the Wool. A mystery. Neuaufl. St. Martin’s Press, New York 1998, ISBN 0-312-96604-0.
- Letzter Applaus. Kriminalroman („Final Curtain“). Goldmann, München 1987, ISBN 3-442-05008-1.
- Mylord mordet nicht („Swing, Brother, Swing“). 4. Aufl. Goldmann, München 1991, ISBN 3-442-04910-5.
- Donnerstag Premiere („Opening Night“). 3. Aufl. Scherz Verlag, München 1983, ISBN 3-502-50932-8.
- Das Schloss des Mr. Oberon („Spinsters in Jeopardy“). 3. Aufl. Goldmann, München 1987, ISBN 3-442-04954-7.
- Stumme Zeugen. Kriminalroman („Scales of Justice“). Goldmann, München 1987, ISBN 3-442-05028-6.
- Der Tod des Narren. Kriminalroman („Off With His Head Death of a Fool“). Goldmann, München 1983, ISBN 3-442-04946-6.
- Der Hyazinthen-Mörder. Kriminalroman („Singing in the Shrouds“). Goldmann, München 1987, ISBN 3-442-05036-7.
- Miss Bellamy stirbt („False Scent“). 2. Aufl. Scherz Verlag, München 1988, ISBN 3-502-51154-3.
- Fällt er in den Graben, fällt er in den Sumpf. Kriminalroman („Hand in Glove“). 3. Aufl. Goldmann, München  1986, ISBN 3-442-04912-1.
- Hinter den toten Wassern. Kriminalroman („Dead Water“). Goldmann, München 1987, ISBN 3-442-05033-2.
- Der Handschuh. Ein Inspektor-Alleyn-Roman („Death at the Dolphin“). Goldmann, München 2003, ISBN 3-442-04934-2.
- Der Tod auf dem Fluß. Kriminalroman („Clutch of Constables“). 2. Aufl. Scherz Verlag, München 1981, ISBN 3-502-50814-3 (früherer Titel Im Steckbrief fehlt das Konterfei).
- Sterben inbegriffen („When in Rome“). 2. Aufl. Scherz Verlag, München 1981, ISBN 3-502-50814-3 (früherer Titel Im Preis ist Sterben inbegriffen).
- Der Tod eines Schneemanns („Tied up in Tinsel“). 2. Aufl. Scherz Verlag, München 1981, ISBN 3-502-50829-1.
- Schwarz wie die Nacht („Black as He's Painted“). 2. Aufl. Scherz Verlag, München 1982, ISBN 3-502-50851-8.
- Feines Ohr für falsche Töne („Last Ditch“). 2. Aufl. Scherz Verlag, München 1984, ISBN 3-502-50973-5.
- Zwischen Sarg und Grube („Grave Mistake“). 2. Aufl. Scherz Verlag, München 1985, ISBN 3-502-51008-3.
- Applaus zum bitteren Ende („Photo Finish“). Scherz Verlag, München 1983, ISBN 3-502-50898-4.
- Mord vor vollem Haus. Kriminalroman („Light Thickens“). 2. Aufl. Goldmann, München 1986, ISBN 3-442-04994-6.

## Verfilmungen
- Sarah Pia Anderson (Regie): A man lay dead. 1993 (nach dem Roman Das Todesspiel).
- Martyn Friend (Regie): Final curtain. 1993 (nach dem Roman Letzter Applaus).
- Martyn Friend (Regie): Hand in glove. 1994 (nach dem Roman Fällt er in den Graben, fällt er in den Sumpf).
- Silvio Narizzano (Regie): Artists in Crime. 1990 (nach dem Roman Mord im Atelier).
- Silvio Narizzano (Regie): The nursing-home murder. 1993 (nach dem Roman Mord in der Klinik).
- Michael Winterbottom (Regie): Death at the bar. 1993 (nach dem Roman Tod im Pub).
- John Woods (Regie): Death in a white tie. 1993 (nach dem Roman Tod im Frack).

## Einzelbelege
1. ↑  Martha Hailey Dubose: Women of Mystery. S. 9.
2. ↑  Ngaio Marsh: A Man lay dead. Harper Collins Publishers, London 2009, ISBN 978-0-00-732869-7, S. 145.
3. ↑  Ngaio Marsh: A Man lay dead. Harper Collins Publishers, ISBN 978-0-00-732869-7, S. 50. Im Original lautet das Zitat: “…he looked like one of her Uccle Hubert’s friends, the sort that they knew would ‚do‘ for house-parties.”